# 真山隼人
真山 隼人（まやま はやと 、1995年3月10日 - ）は、三重県鈴鹿市出身の浪曲師。本名は内田隼人。浪曲親友協会・日本浪曲協会所属。

## 経歴
父親は公務員。両親ともに音楽が趣味。小学生の時よりラジオで浪曲を見聞きするようになり、小学校5年生の時には、ひとりでこっそり名古屋での浪曲公演に足を運んでいた。
2010年5月、15歳で二代目真山一郎（当時・真山広若）に入門。2011年4月、公益社浪曲親友協会に入会し、同年10月、一心寺門前浪曲寄席にてデビュー。高校生浪曲師として話題となる。2012年には浅草木場亭への初出演を果たす。2013年4月、三重県文化賞新人賞受賞。
2014年8月 鈴鹿シティーセールス特命大使（鈴鹿と・き・め・きドリーム大使）に就任。同年11月、NHK東西浪曲大会に初出演（10代での出演は初）。
2015年10月、二代真山一郎門下から真山誠太郎門下へ移籍。2016年2月、真山一門で31年ぶりとなる三味線浪曲を復活させる。2018年12月、文化庁芸術祭新人賞受賞。2020年のコロナ禍に際して、浪曲CDを自作して話題となった。
2021年10月22日、急性硬膜外血腫で自宅で倒れているところを合三味線の沢村さくらに発見され、緊急入院、手術。倒れてから一か月後、急病の経緯と術後の経過は良好であることが関係者により公表された。その後退院。自宅療養・リハビリを経て、2022年1月15日の玉造・百年長屋での「浪曲の小部屋」と16日の十三シアターセブン「十三浪曲寄席」で復帰した。

## 受賞歴
- 2013年 第12回三重県文化賞新人賞受賞[1][4]
- 2018年 第73回文化庁芸術祭新人賞受賞[1][4]
- 2021年度 咲くやこの花賞大衆芸能部門受賞
- 2023年 令和4年度花形演芸大賞 銀賞[10]
- 2023年 令和5年度花形演芸大賞 金賞[11]
- 2025年 令和6年度花形演芸大賞 金賞[12]

## 主な演目（浪曲）
- 俵星玄蕃（室町京之介・作）
- 日本の妻（新野新・作）
- 嗚呼吉田松陰（山下辰三・作）
- ああ大塩平八郎（山下辰三・作）
- 山本五十六（飯山栄浄・作）
- 武蔵坊弁慶（山下辰三・作）
- 嵐の中の日本（飯山栄浄・作）
- 維新の歌（室町京之介・作）
- 落城の舞（飯山栄浄・作）
- 浅茅が宿（上田秋成・原作、真木肇・脚色）
- 涙の関西鉄道（司太可志・脚色）
- 刃傷松の廊下（飯山栄浄・作）
- 元禄秋晴れ街道（飯山栄浄・脚色）
- 番場の忠太郎（長谷川伸・原作、飯山栄浄・脚色）
- 亀甲組～男の嵐（房前智光・脚色）
- 亀甲組～田村の義侠（芝清之・脚色）
- 亀甲組～お里の危難（房前智光・脚色）
- 亀甲組～親子の対面（房前智光・脚色）
- 冥土の早駕籠（室町京之介・作）
- 沖田総司哀史（室町京之介・作）
- かんざし
- 石田三成
- 鳥羽の恋塚
- 村上喜剣
- 円山応挙
- 北方の故郷（司太可志･作）
- 友情の翼（芦川淳平・作）
- 大高源吾笹賣の條
- 荒神山こぼれ噺（真木肇･作）
- 切支丹秘話 片割れ月（真木肇･作）
- 水戸黄門大阪の巻
- ああ赤穂開城（山下辰三・作）
- 紀文の船出
- 紀文のみかん船
- 紀文の戻り船
- 南部坂
- 藤十郎の恋
- 血煙高田馬場（室町京之介・作）
- 水戸黄門奥州の巻
- 恋と武士道～岡野金右衛門（芦川淳平・作）
- 越の海出世談
- 元禄美少年～右衛門七とその妹（飯山栄浄・作）
- 淡島神社秘話～与之助鏡
- 天下の糸平
- 善悪双葉の松
- 名刀稲荷丸（高山俊春・作）
- 落語浪曲 まんじゅう怖い
- 柳田格之進
- 英国密航（小島美士五郎・作）
- 観音丹次～丹次の生い立ち
- 観音丹次～丹次売り出す
- 観音丹次～丹次と荒波
- 観音丹次～無実の罪（上）
- 観音丹次～無実の罪（下）
- 観音丹次～丹次と小天狗
- 観音丹次～丹次と花嫁
- 観音丹次～丹次と大善
- 観音丹次～丹次とおりん
- 観音丹次～丹次の仇討ち

## 新作浪曲
- ビデオ屋の暖簾（自作）
- つみとばつ（石山悦子・作）
- ああ大黒屋光太夫（自作）
- 沢村さくら物語（自作）
- 落語風浪曲・二人蕎麦（自作）
- 縁は異なもの（自作）
- 激戦花畑高校相撲部（自作）

## CDリリース
- 「ああ大黒屋光太夫」（真山隼人・作）

## 主な出演履歴
- 2011年10月8日～10日 一心寺門前浪曲寄席にてデビュー口演
- 2012年11月25日 鈴鹿市文化会館けやきホールにて、第一回真山隼人鈴鹿公演を開催。
- 2012年12月1日 国立文楽劇場主催公演「師走浪曲名人会」にご案内で出演。
- 2014年11月29日 NHK東西浪曲大会、若手紹介コーナーに出演。（NHK大阪ホール）
- 2015年2月13日 徳間ジャパンコミュニケーションズ創立50周年記念公演「浪曲新波U-50」に出演。（渋谷区伝承ホール）
- 2015年2月28日 国立文楽劇場にて、浪曲名人会で座談会に出演。（大阪市中央区）
- 2015年9月27日 真山隼人お江戸に参上!開催。（浅草木馬亭）

2016年10月29日 NHK浪曲十八番公開収録に出演。（NHK大阪放送局）
- 2017年5月20日 浪曲師真山隼人大黒屋光太夫を唸るを開催。（鈴鹿市文化会館けやきホール）
- 2017年5月7日～8日 天満天神繁昌亭｢はなしか宝塚ファン倶楽部～風と共に去りぬ｣へ初出演。（天満天神繁昌亭）
- 2017年6月15日 あべのハルカススペス9で「浪曲いろは文庫」を開催。2ヶ月に1回定期的に開催。（あべのハルカス）
- 2017年8月8日～13日 天満天神繁昌亭昼席へ浪曲で初出演。（天満天神繁昌亭）
- 2017年9月15日 天満天神繁昌亭開場11周年記念特別公演「花詩歌タカラヅカ」に出演。芸名は「阿倍野 こぶし」。（天満天神繁昌亭）

## メディア出演

### テレビ
- どーも、NHK（NHK総合、2021年10月10日）

### youtube

#### フィルムエストTV
- 外湯巡りミステリー・道後ストリップ嬢連続殺人　‐ 劇場従業員 役
- ちょいウザ重鎮アナウンサーがナッシュの弁当をPRする - スタジオの声
- スポンジボブのニセ物「金たわし次郎」事件？　- 桂夕丸 役
- 知りすぎた女 ～3000万円を盗まれた男・兵頭～ - レポーター 役
- 水曜どうでしょうの元ネタ番組「水曜いかがでしょう」を発掘！？ - 虎沢広造 役
- 【もしも】「未来のシャワーヘッド」が昭和の世界で発売されたら... - 桂夕丸 役